# SN 2007tj
SN 2007tj – supernowa typu Ia odkryta 8 października 2007 roku w galaktyce A021104-0411. Jej jasność pozostaje nieznana.